# Biélorussie aux Jeux mondiaux de 2017
Cet article contient des informations sur la participation et les résultats de la Biélorussie aux Jeux mondiaux de 2017 à Wrocław en Pologne.

## Médailles

### Or
| Sport                     | Discipline               | Sportifs             |
| Médailles d'or : 4        |                          |                      |
| Muay-thaï                 | Hommes -75 kg            | Vital Hurkou (en)    |
| Nage avec palmes          | Hommes - 100 m bi-palmes | Dmitry Gavrilov (ru) |
| Ski nautique et wakeboard | Femmes - Saut            | Natallia Berdnikava  |
| Ski nautique et wakeboard | Femmes - Figures         | Natallia Berdnikava  |

### Argent
| Sport                   | Discipline      | Sportifs                                          |
| Médailles d'argent : 2  |                 |                                                   |
| Gymnastique acrobatique | Femmes - Groupe | Julia Ivonchyk Veranika Nabokina Karina Sandovich |
| Gymnastique acrobatique | Mixte - Duo     | Voĺha Mieĺnik (be) Artur Beliakou (en)            |

### Bronze
| Sport                                      | Discipline                     | Sportifs             |
| Médailles de bronze : 5 (+1 démonstration) |                                |                      |
| Gymnastique rythmique                      | Ballon                         | Katsiaryna Halkina   |
| Gymnastique rythmique                      | Ruban                          | Katsiaryna Halkina   |
| Muay-thaï                                  | Hommes -81 kg                  | Mikita Shostak       |
| Nage avec palmes                           | Hommes - 50m bi-palmes         | Dmitry Gavrilov (ru) |
| Ski nautique et wakeboard                  | Hommes - Saut                  | Aleksandr Isayeu     |
| Aviron indoor (dem.)                       | Hommes - 500 m Toute catégorie | Pavel Shurmei        |